# Lužná (okres Rakovník)
Lužná (německy Luschna) je obec ve Středočeském kraji, okrese Rakovník, spadající do mikroregionu Poddžbánsko. Obec leží při severozápadním okraji CHKO Křivoklátsko, v severovýchodním sousedství města Rakovníka. Žije zde přibližně 2 000 obyvatel.
V části obce Lužná-u nádraží (Lužná II) stojí železniční stanice Lužná u Rakovníka, křižovatka tratí Praha – Kladno – Rakovník, Lužná u Rakovníka – Chomutov a 125 Krupá - Kolešovice a zvláště v minulosti významný dopravní uzel severozápadních Čech.

## Historie
První písemná zmínka o vesnici pochází z roku 1352.

## Obyvatelstvo
| Rok            | 1869  | 1880  | 1890  | 1900  | 1910  | 1921  | 1930  | 1950  | 1961  | 1970  | 1980  | 1991  | 2001  | 2011  | 2021  |
| -------------- | ----- | ----- | ----- | ----- | ----- | ----- | ----- | ----- | ----- | ----- | ----- | ----- | ----- | ----- | ----- |
| Počet obyvatel | 1 403 | 1 239 | 1 276 | 1 448 | 1 713 | 1 801 | 2 101 | 1 764 | 2 110 | 1 988 | 1 827 | 1 793 | 1 804 | 1 787 | 1 928 |
| Počet domů     | 137   | 174   | 184   | 192   | 214   | 246   | 347   | 436   | 504   | 515   | 496   | 599   | 609   | 643   | 708   |

## Obecní správa

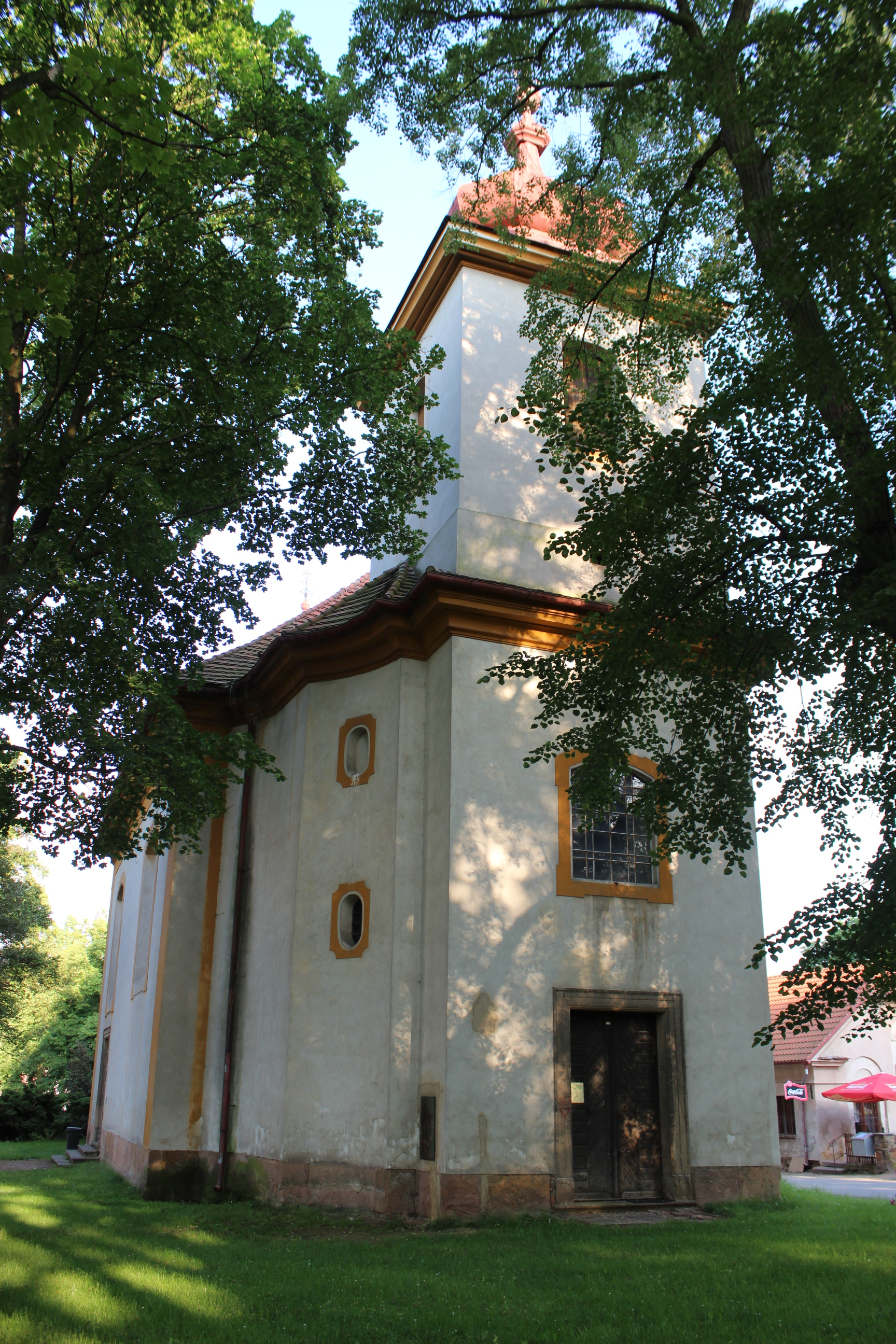
Kostel svaté Barbory

Obec tvoří jedno katastrální území Lužná u Rakovníka a sestává ze tří základních sídelních jednotek: První je vlastní historické jádro, tvořené vesnicí Lužná (zhruba 3,5 km severovýchodně od Rakovníka). Od této asi 1,5 km severně, oddělená poli, se při železniční stanici nachází vesnice Lužná-u nádraží (běžně označovaná jako Lužná II). Třetí ZSJ představuje osada Belšanka, skrytá v křivoklátských lesích 3 km vjv. od Lužné.
(údaje ze sčítání lidu 2001)
- Belšanka (4 domy, 10 obyvatel)
- Lužná (438 domů, 1227 obyvatel)
- Lužná-u nádraží neboli Lužná II (167 domů, 567 obyvatel)

### Územněsprávní začlenění
Dějiny územněsprávního začleňování zahrnují období od roku 1850 do současnosti. V chronologickém přehledu je uvedena územně administrativní příslušnost obce v roce, kdy ke změně došlo:
- 1850 země česká, kraj Praha, politický i soudní okres Rakovník[6]
- 1855 země česká, kraj Praha, soudní okres Rakovník
- 1868 země česká, politický i soudní okres Rakovník
- 1939 země česká, Oberlandrat Kladno, politický i soudní okres Rakovník[7]
- 1942 země česká, Oberlandrat Praha, politický i soudní okres Rakovník[8]
- 1945 země česká, správní i soudní okres Rakovník[9]
- 1949 Pražský kraj, okres Rakovník[10]
- 1960 Středočeský kraj, okres Rakovník
- 2003 Středočeský kraj, obec s rozšířenou působností Rakovník

### Obecní symboly
Znak a vlajka byly obci původně uděleny rozhodnutím předsedy Poslanecké sněmovny Parlamentu České republiky dne 9. prosince 2002 a druhý získaly rozhodnutím předsedy PSP ČR dne 8. listopadu 2016.

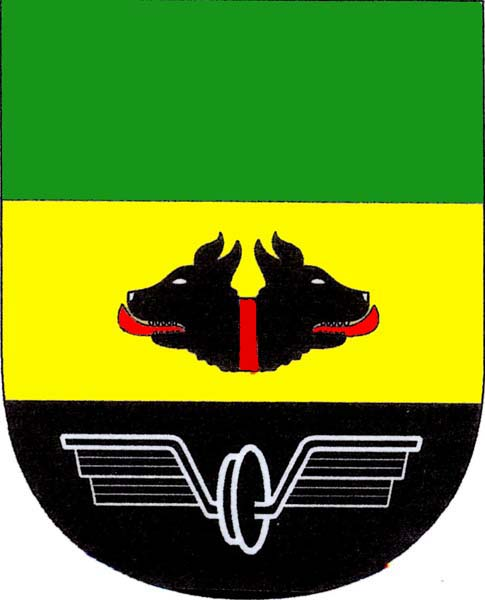
Znak obce Lužná (2002–2016)
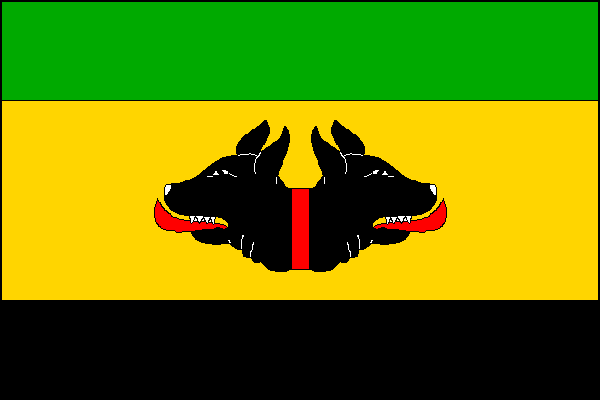
Vlajka obce Lužná (2002–2016) Poměr stran: 2:3

## Společnost

### Rok 1932
V obci Lužná v Čechách (2101 obyvatel, poštovní úřad, četnická stanice, katol. kostel, sbor dobrovolných hasičů) byly v roce 1932 evidovány tyto živnosti a obchody: biograf Sokol, 2 cihelny, cukrář, 2 obchodníci s dobytkem, státní důl Belšánka, obchod s drůbeží, 2 obchodníci s dřívím, elektrárna Vilma, 3 holiči, 5 hostinců, hotel, 2 koláři, dělnický konsum, 2 kováři, 3 krejčí, 2 modistky, obchod s obuví Baťa, obuvník, 2 pekaři, pension, pila, pískovna, obchod s lahvovým pivem, pokrývač, porodní asistentka, 2 povozníci, 2 rolníci, 3 řezníci, sklenář, 8 obchodů se smíšeným zbožím, spořitelní a záložní spolek pro Lužnou, 2 obchody se střižním zbožím, 2 stavební hmoty, švadlena, 2 tesařští mistři, 4 trafiky, 2 truhláři, velkoobchod výbušných látek Eruptiva, 2 zahradnictví. Předchudce fi. Nados

## Pamětihodnosti

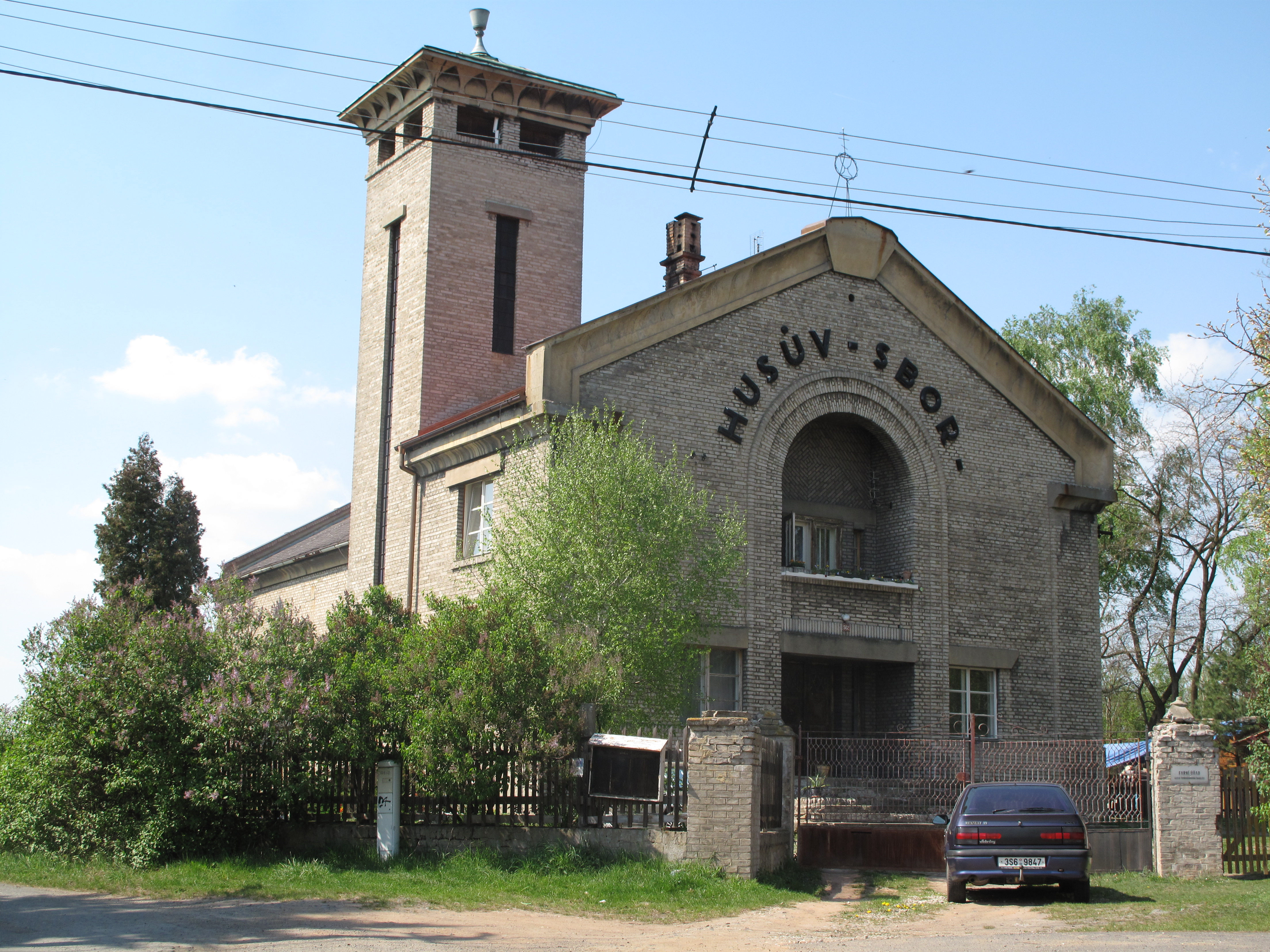
Husův sbor v Lužné

- Kostel svaté Barbory od architekta Františka Ignáce Préeho
- Husův sbor
- Zbytky hradu Hlavačova ze druhé poloviny 13. století na stejnojmenném vrchu
- Železniční muzeum Lužná u Rakovníka

## Doprava
Dopravní síť
- Pozemní komunikace – Okraj obce protíná silnice II/237 Rakovník – Nové Strašecí.
- Železnice – Obec Lužná leží na křižovatce železničních tratí 120 a 124. Železniční trať Praha – Kladno – Rakovník je jednokolejná celostátní trať, doprava byla zahájena roku 1870, v úseku Lužná u Rakovníka – Rakovník roku 1871. Železniční trať Lužná u Rakovníka – Chomutov je jednokolejná celostátní trať, doprava na ní byla zahájena roku 1870.

Veřejná doprava 2021
- Autobusová doprava – V obci zastavují linky 305 (Rakovník – Praha, Zličín), 581 (Lubná – Rakovník – Nové Strašecí), 625 (Rakovník – Kladno)
- Železniční doprava – Po trati 120 vede linka R24 (Praha – Kladno – Rakovník) v rámci objednávky Ministerstva Dopravy. Železniční stanici Lužná u Rakovníka obsluhuje (na trati 120) 7 párů rychlíků, 2 páry spěšných a 10 párů osobních vlaků. Na trati 124 jezdí ze stanice Lužná u Rakovníka 5 párů osobních vlaků.